# Michał Walkiewicz
Michał Walkiewicz (ur. 1985 w Szczecinie) – polski krytyk filmowy i dziennikarz. Redaktor naczelny portalu Filmweb w latach 2013–2024.

## Życiorys
Absolwent filmoznawstwa na Uniwersytecie im. A. Mickiewicza w Poznaniu.
W 2008 zdobył główną nagrodę im. Krzysztofa Mętraka przyznawaną młodym krytykom filmowym. W tym samym roku rozpoczął współpracę z portalem Filmweb, którego redaktorem naczelnym został w 2013. W 2011 roku prowadzony przez niego dział publicystyczny Filmweb24 otrzymał nagrodę MediaTOR-a w kategorii promoTOR za „oryginalne wykorzystanie internetu w pracy dziennikarskiej”. We wrześniu 2015 wyróżniono go nagrodą Polskiego Instytutu Sztuki Filmowej w kategorii Krytyka Filmowa. W 2017 roku wspólnie z zespołem programu Filmweb Movie się otrzymał statuetkę PISF w kategorii Audycja lub program filmowy a w 2018 roku nagrodę MediaTOR w kategorii AkumulaTOR. 
Swoje recenzje i artykuły publikował m.in. w Filmie, Kinie, Machinie, Tygodniku Powszechnym, Przekroju, Czasie Kultury, K MAG-u, Aktiviście. Prowadził dział filmowy w miesięczniku Maxim. Był współautorem publikacji Bond. Leksykon (2009) oraz Skolimowski. Przewodnik Krytyki Politycznej (2010). Felietonista miesięcznika PSX Extreme, współpracownik portali Dwutygodnik, Esensja, Polygamia oraz Gamezilla. Wykładowca w Liceum Kreacji Gier Wideo przy  Warszawskiej Szkole Filmowej. 
Od marca 2024 prowadzi wraz z Maciejem Dąbrowskim i Marcinem Sońtą program Zero Kultury w Kanale Zero Krzysztofa Stanowskiego.
Mieszka w Warszawie.